# Дретомиця
Дрєтомиця (словац. Drietomica) — річка в Чехії і Словаччині, права притока Вагу, протікає в округах Тренчин і Угерске Градіште.
Довжина — 22.5 км (з них 15 км територією Словаччини).
Витік знаходиться в регіоні Білі Карпати селі Вишковец на висоті 520 метрів. Впадає Златовський потік.
Впадає у Ваг біля населеного пункта Костольна-Зареч'є.